# پسر بی‌تربیت (ترانه)
«پسر بی‌تربیت» (به انگلیسی: Rude Boy) تک‌آهنگی از ریانا است که در ۱۹ فوریه ۲۰۱۰ منتشر شد. این تک‌آهنگ در آلبوم درجه آر (آلبوم ریانا) قرار داشت.
این تک‌آهنگ در چارت استرالیا در رتبه اول و در چارت‌های ایتالیا، اسکاتلند، فرانسه، ایرلند، نروژ، دانمارک، لهستان، فنلاند، سوئیس، نیوزلند، اتریش، بریتانیا جزء ده ترانه اول قرار گرفت.